# Disturbio racial de Washington D. C. de 1835
El disturbio racial de Washington D.C. de 1835 o Disturbio de Snow fue un disturbio y linchamiento en Washington D. C. en agosto de 1835.  Consistió en un ataque a los negros libres en la ciudad por parte de los blancos. El nombre del disturbio proviene de uno de los primeros destinos que atacó la mafia, el restaurante propiedad de un hombre negro libre, la Epicurean Eating House de Beverly Snow. Tras atacar el restaurante, la turba destruyó la escuela a la que asistió Arthur Bowen, porque se sospechaba que allí se le había enseñado la abolición de la esclavitud. El contexto más amplio del ataque a la escuela fue la competencia de los negros por puestos de trabajo hasta ahora en manos de los blancos. El resultado claro fue el desencadenamiento del terror blanco contra los negros. El disturbio comenzó el 12 de agosto de 1835, duró 4 días y solo se detuvo cuando intervino el presidente Andrew Jackson.

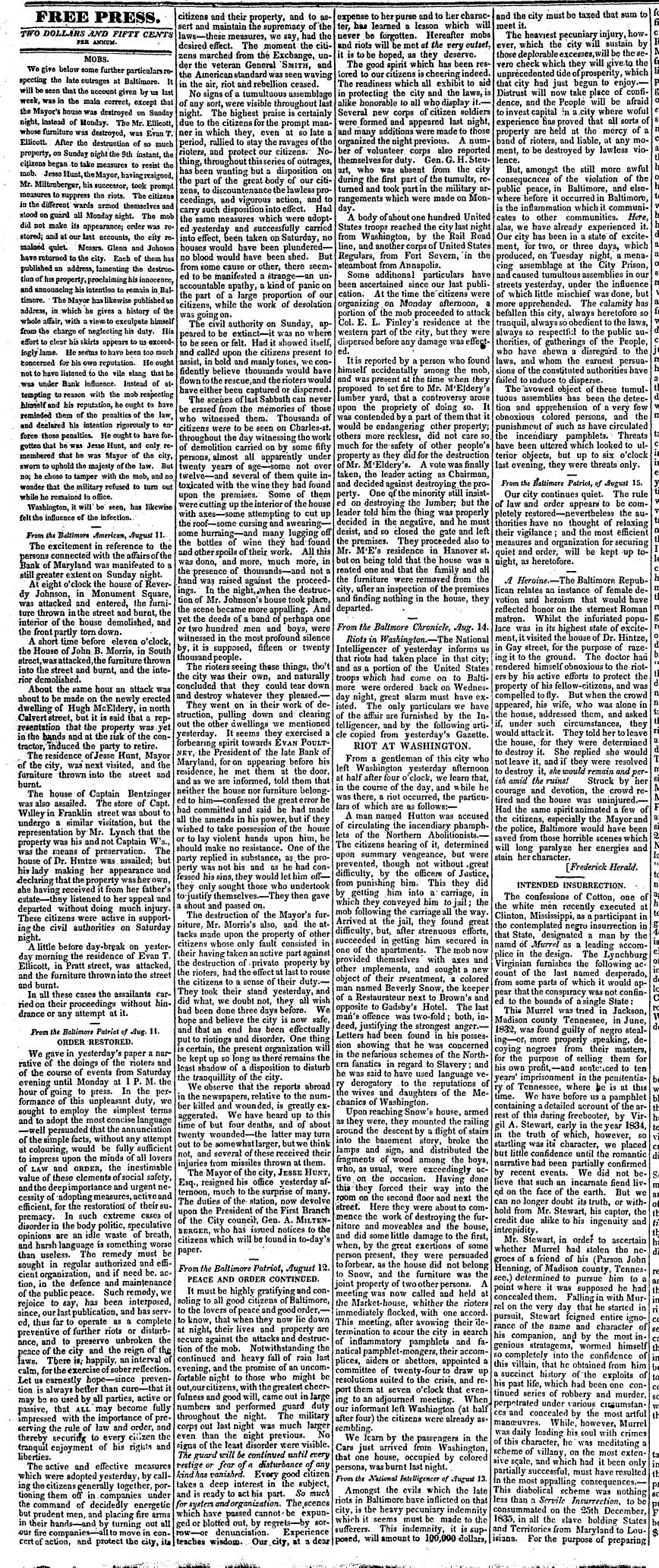
Periódico sobre el disturbio de Snow en 1835

## Historia
El disturbio de Snow fue un evento crítico que ocurrió 25 años antes de la Guerra de Secesión. En 1835, la ciudad de Washington enfrentaba una tensión sin precedentes entre abolicionistas y defensores de la esclavitud. La tensión era tan alta porque en 1831 se había producido la rebelión de esclavos de Nat Turner. Desde entonces, el pánico y el miedo se habían extendido por los estados esclavistas (incluido el Distrito de Columbia). Abolicionistas estaban inundando el Congreso con peticiones para poner fin a la esclavitud en la capital del país, tantos que la Cámara aprobó una serie de leyes de silencio de forma automática mesa de ellos. Sin embargo, también hubo un número significativo de blancos esperando su momento para vengar el levantamiento de esclavos de 1831. 
El evento que provocó los disturbios en 1835 fue cuando un esclavo ebrio, Arthur Bowen, entró en el dormitorio de su amante Anna Thorton con un hacha. Bowen no golpeó ni intentó golpear a su amante. Sin embargo, el simple hecho de que un esclavo tuviera la oportunidad de rebelarse contra los dueños de esclavos y los blancos enfureció a los defensores de la esclavitud en la ciudad. Bowen fue finalmente detenido sin sufrir daños, ya que esto les dio a los defensores de la esclavitud la oportunidad de perseguir al hombre que creían que lideraba la distribución de material abolicionista en Washington, Reuben Crandall. El fiscal de distrito Francis Scott Key, autor del himno nacional de los Estados Unidos, The Star-Spangled Banner, fue el principal responsable del arresto y procesamiento de Crandall. Crandall fue declarado inocente, y el incidente avergonzó públicamente a Key y puso fin a su carrera política.
Ese verano, la nación experimentó la primera huelga laboral de empleados federales, la huelga laboral de Washington Navy Yard de 1835, que comenzó el 29 de julio de 1835, cuando el comodoro Isaac Hull emitió una orden en respuesta a los robos que limitaban los privilegios de almuerzo de los trabajadores. Los huelguistas de Navy Yard querían una jornada de diez horas y que Hull retractara su orden. La huelga laboral inmediatamente expuso la discordia racial de larga data en el Yard. En una carta al Secretario de Marina Mahlon Dickerson, el comodoro Hull declaró que 175 mecánicos y trabajadores blancos se habían sumado a la huelga. Esta fue la primera huelga de los trabajadores de los astilleros federales.
En una entrada del diario sin fecha de agosto de 1835, el cronista afroamericano Michael Shiner confirmó la intimidación de los trabajadores blancos y su exigencia de que los calafateros negros dejaran de trabajar [se conserva la ortografía original] ", dijo el comodoro Hull y cada uno de ellos golpeó y dijo que no trabajarían. anny moore y al mismo tiempo eran un hombre colegiado de Baltimore con el nombre de Israel Jones, un calafateo de Trade, era el formador de calafateo de los calafateros colerded y eran quince o veinte de ellos aquí en ese momento Caulkin en el Columbia y el Los carpinteros hicieron que todos golpearan dos a menudo ". En la misma página, Shiner relata que había "un rumor circulando sobre un hombre con colered llamado Snow sobre una expresión que había hecho sobre las esposas de los Mecánicos, el dios sabe si dijo esas cosas o no y en ese momento Snow tenía un Restaurante encendido". la esquina de la calle seis y el oeste de Pensilvania en el sótano y en ese momento todos los mecánicos de las clases se reunieron en el restaurante Snows y lo dividieron Root and Branch y estaban detrás de Snow, pero voló por su vida y esa noche después de que rompieron Snow. hasta amenazaron con ir al astillero de la marina tras el comodoro Hull ". Pero no vinieron esa noche y al día siguiente, el comodoro Hull recibió órdenes del Departamento de Marina del Honorable Secretario de Marina, Sr. Levy Woodbury Levi Woodbury, de fortificar el patio "? Después de romper su restaurante, los mecánicos bebieron todo el whisky y champán de Snow. Sin embargo, Snow había huido y los alborotadores blancos no pudieron localizarlo. Multitudes de blancos continuaron atacando todos los establecimientos dirigidos por negros libres: escuelas, iglesias y negocios.
La huelga se había "transformado rápidamente en un disturbio racial" cuando los mecánicos y trabajadores blancos de Washington Navy Yard desataron su resentimiento contra la población negra.  Esto resultó en una gran multitud de blancos en la capital atacando todos los establecimientos dirigidos por negros libres: escuelas, iglesias y negocios. "Los mecánicos y carpinteros blancos que estaban en huelga en el Navy Yard se enteraron de un rumor cruel que enardeció aún más su ira y resentimiento. Oyeron que un restaurador negro libre llamado Beverley Snow había dicho algo irrespetuoso sobre sus esposas e hijas " El primer destino que atacó la mafia fue la Epicurean Eating House de Snow, un restaurante propiedad de Beverly Snow, conocida por servir comida sofisticada y lujosa. Fue saqueada por la mafia, que buscaba a Snow debido a su condición de dueño negro libre. Sin embargo, la turba no pudo localizarlo. El United States Telegraph, a favor de la esclavitud, justificó las acciones violentas de la mafia contra los negros libres como principalmente económicas: "La razón de todos estos ataques contra los negros es que compiten por el trabajo a un ritmo más bajo".
Josephine Seaton, la hija del editor del National Intelligencer, William Seaton, reflejó en una carta sobre la huelga y el posterior disturbio: "Los mecánicos ciertamente despedazarán a Snow si lo atrapan, y están en plena persecución de él. Desafortunadamente, varios cientos de mecánicos del astillero están desempleados, quienes, ayudados e incitados por sus simpatizantes, crean la turba, la primera que he visto, sin recordar a los de Sheffield, y es verdaderamente alarmante ". El perceptivo Seaton fue uno de los pocos observadores que vio que la huelga reveló los efectos corrosivos del racismo en la fuerza laboral de Navy Yard, ya que los trabajadores blancos buscaban culpar de su propia situación económica precaria tanto a los afroamericanos libres como a los esclavizados. Después de días de desorden y disturbios, el presidente Andrew Jackson ordenó a una compañía de marines estadounidenses que restableciera el orden. Después de la mediación, la huelga laboral de Navy Yard terminó el 15 de agosto de 1835. Si bien se permitió que los mecánicos en huelga volvieran a trabajar, ganaron poco con la huelga; el disturbio subsiguiente dejó como parte de su legado una profunda y duradera desconfianza racial, que perduraría. Sin embargo, la comunidad negra de la ciudad fue la que más sufrió; no recibieron compensación por la destrucción de sus casas e iglesias. Los negros no solo no recibieron simpatía ni ayuda, sino que el Consejo de Distrito rápidamente aprobó "una nueva ordenanza dirigida a ellos: (ellos no sus atacantes) tenían prohibido reunirse después de la puesta del sol". Durante el siglo siguiente, la historia de la huelga y los disturbios de la raza Snow siguieron siendo una vergüenza para ser ignorada y disociada de las historias oficiales del Distrito de Columbia y Washington Navy Yard.

## Fondo de Beverly Snow
Beverly Randolph Snow nació de padres mixtos (se le conoce como mulato en varios periódicos) en Lynchburg, Virginia, alrededor de 1799. Nació esclavizado en la finca del capitán William Norvell. Según las disposiciones del último testamento de Norvell, Snow fue entregado a la hija de Norvell, Susannah Norvell Warwick, con la disposición de que Snow fuera manumitido a la edad de 30 años. La familia Norvell permitió que Snow operara una pequeña casa de ostras en Lynch Street en Lynchburg, donde se le permitió quedarse con algunas de las ganancias. Durante este tiempo, Snow se casó con una joven libre llamada Julia. Snow fue manumitado en noviembre de 1829. Él y Julia dejaron Virginia, que tenía severas restricciones sobre los negros libres, y se mudaron al Distrito de Columbia, ciudad de Washington. Snow era diferente a la mayoría de los negros libres, ya que era educado, rico, exitoso y "quizás incluso un poco esnob". Fue uno de varios empresarios negros que tenían negocios en el centro de la ciudad. Su éxito fue una prueba de la fuerza de la población negra libre de Washington.

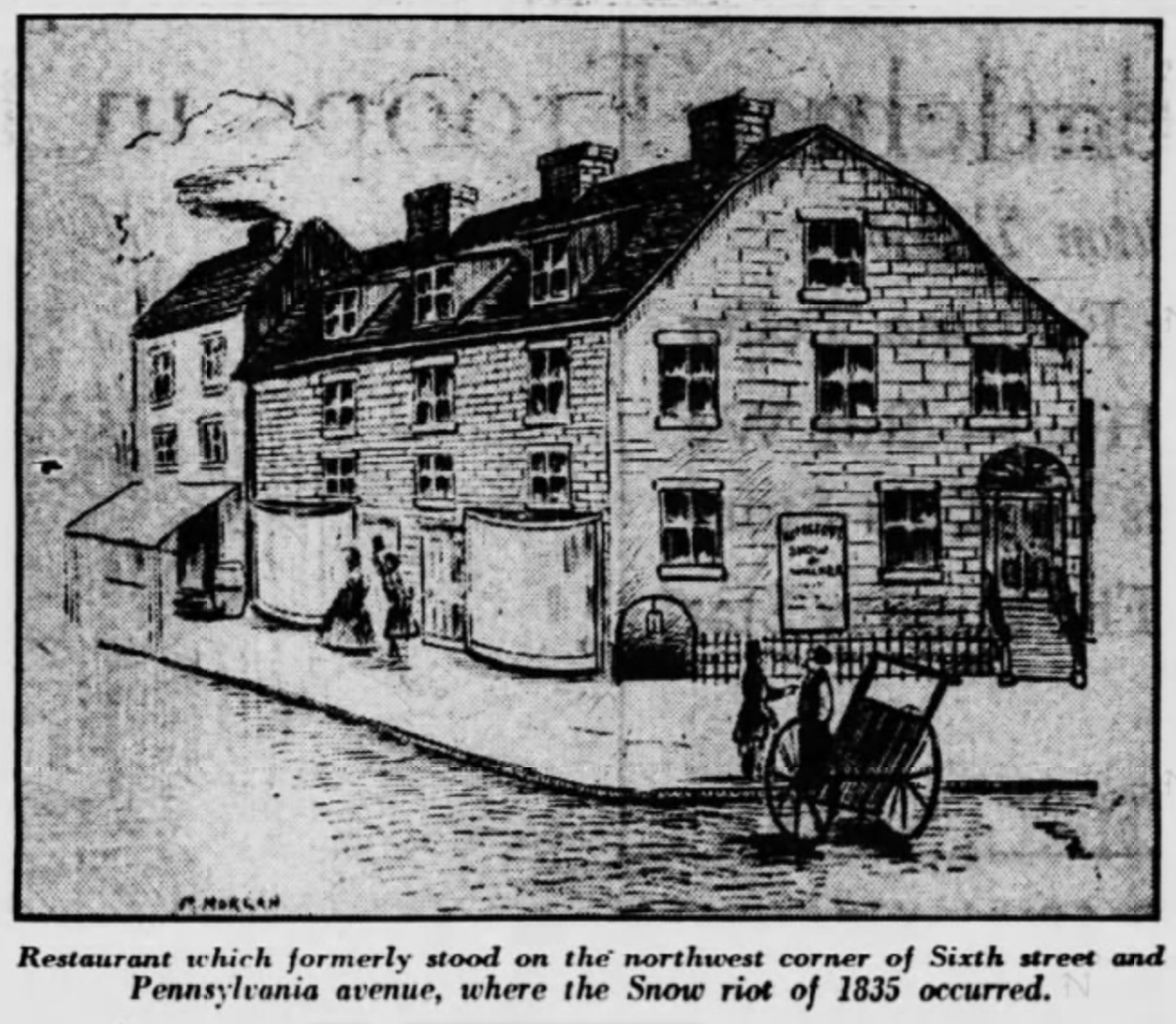
Epicurean Eating House de Beverly Snow, alrededor de 1835. El letrero dice "Refectory Snow and Walkers".

En Washington D. C., Snow abrió un restaurante popular, Epicurean Eating House, ubicado en la esquina de 6th Street y Pennsylvania Avenue. Este fue el comienzo del disturbio de Snow de 1835. El éxito de Beverly Snow lo convirtió en el tema del resentimiento y la envidia de los blancos.

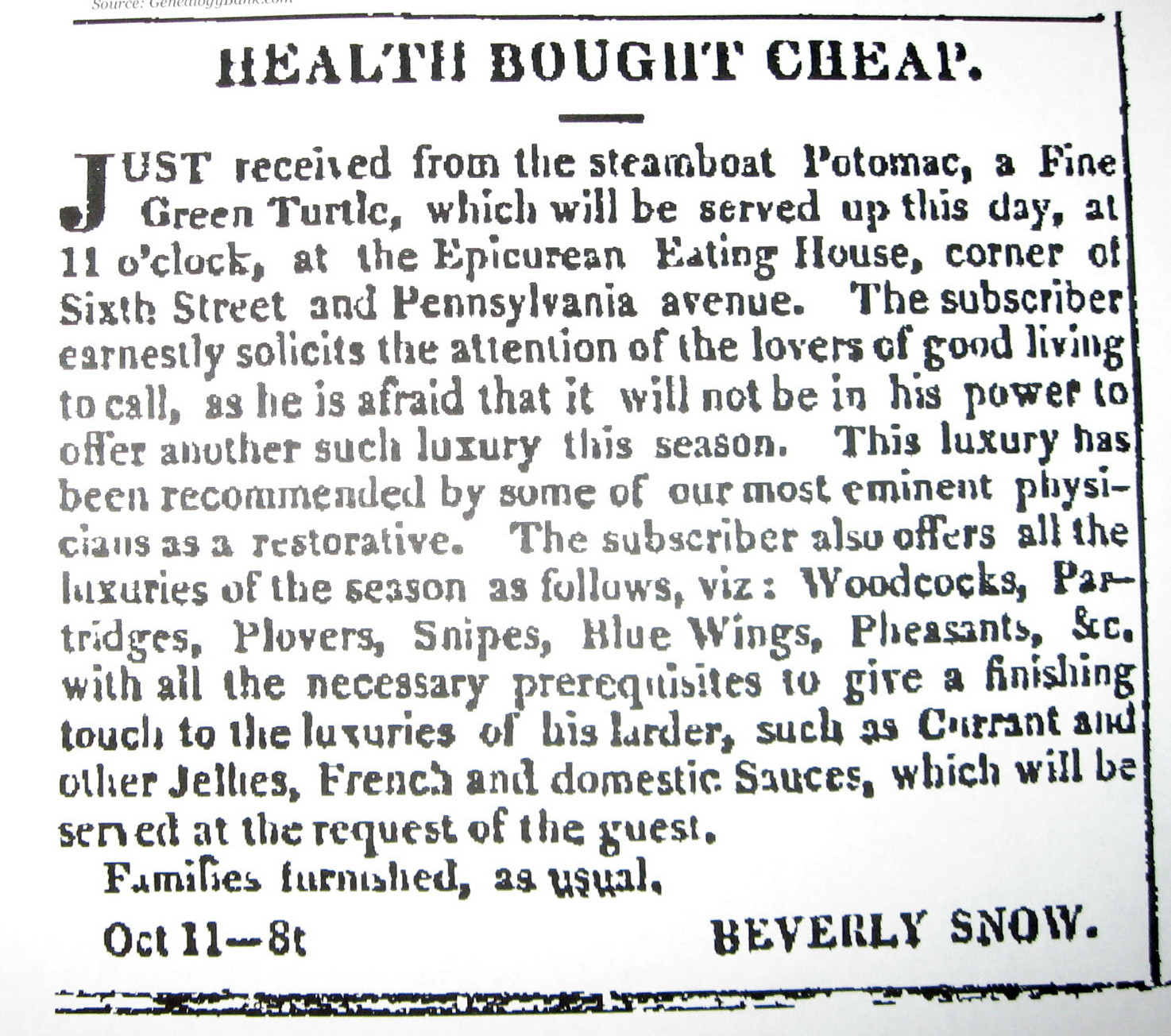
Anuncio de la Epicurean Eating House de Beverly Snow, Washington D. C. 15 de octubre de 1833 Daily National Intelligencer, p.2.

El restaurante Snow puso énfasis en la comida sofisticada y saludable inteligentemente anunciada, con el mensaje práctico de "Salud a bajo precio". En agosto de 1835, grandes multitudes de mecánicos y trabajadores blancos arrasaron el Distrito, buscando destruir la propiedad y aterrorizar a los negros libres. La turba, compuesta por mecánicos en huelga del Washington Navy Yard, había escuchado el rumor de que Snow había insultado a sus esposas. Además, la mafia estaba resentida por el éxito comercial de Snow. Un gran número de estos alborotadores entraron en su restaurante buscándolo y procedieron a "destrozar todas las instalaciones". Mientras lo hacían, bebieron todo el whisky y el champán. La multitud gritó más tarde "¡Ahora por la casa de Snow!" Al irrumpir, buscaron literatura abolicionista; al no encontrarla, destruyeron los muebles. Incapaz de encontrar a Beverly, la mafia atacó escuelas e iglesias negras. El disturbio racial de Washington D. C. de agosto de 1835 se conoció posteriormente como el "disturbio de Snow" o la "tormenta de Snow".

### La vida después del disturbio de Snow
Los Snow escaparon de los alborotadores. Después de escapar de los alborotadores, Snow y su esposa, Julia, se mudaron a Toronto, Canadá, donde nuevamente abrió un exitoso restaurante. Su primera empresa fue una cafetería en la esquina de Church y Colburn Street. Más tarde abrió el Epicurean Recess y en 1848 el Phoenix Saloon, seguido del Exchange Saloon en 1856. Snow murió en Toronto el 21 de octubre de 1856. Está enterrado en la Necrópolis de Toronto, junto a su esposa, Julia.